# Leave Me Alone (singel Jerry’ego Cantrella)
Leave Me Alone – singel gitarzysty grupy muzycznej Alice in Chains Jerry’ego Cantrella. Wydany został 10 maja 1996 roku i trafił na ścieżkę dźwiękową do filmu Telemaniak w reżyserii Bena Stillera. Kompozycja trwa 5 minut i 15 sekund. W wersji radiowej utwór został skrócony do 4 minut i 30 sekund. W roku 1998 utwór trafił na stronę B singla „My Song” z albumu Boggy Depot.

## Informacje
Utwór został skomponowany w roku 1996 przez gitarzystę grupy Alice in Chains Jerry’ego Cantrella. Kompozycja została wydana na singlu w maju 1996 roku, i trafiła na ścieżkę dźwiękową do filmu Telemaniak w reżyserii Bena Stillera. W nagraniu utworu prócz Cantrella udział wziął jeszcze perkusista Sean Kinney. Jest to jedyny utwór w którym Cantrell gra na gitarze elektrycznej oraz basowej (nie licząc utworu „Love Song” z minialbumu Sap grupy Alice in Chains).
Utwór utrzymany jest w mocnym rockowym brzmieniu, opartym o grę gitary elektrycznej oraz efekty wah-wah. Po wykonaniu drugiej zwrotki słychać jest talk box, z którego Cantrell bardzo często korzysta. Tekst utworu traktuje o relacjach międzyludzkich.
Do utworu powstał teledysk. Przedstawia on gitarzystę wykonującego utwór oraz urywki z filmu.

## Twórcy
- Jerry Cantrell – śpiew, gitara rytmiczna, gitara prowadząca, gitara basowa, talk box, wokal wspierający
- Sean Kinney – perkusja

## Lista utworów na singlu
| Nr. |  | Tytuł                            | Tekst          | Muzyka         | Długość |
| --- |  | -------------------------------- | -------------- | -------------- | ------- |
| 1.  |  | „Leave Me Alone” (Album version) | Jerry Cantrell | Jerry Cantrell | 5:15    |
| 2.  |  | „Leave Me Alone” (Radio edit)    | Jerry Cantrell | Jerry Cantrell | 4:30    |

## Notowania
| Lista (1996)           | Pozycja |
| ---------------------- | ------- |
| Mainstream Rock Tracks | 14      |